# Sune Friström
Sune Ingemar Friström, född 11 juni 1933 i Lund, död 23 december 2021 i Kristianstad, var en svensk arkitekt.
Friström, som var son till fabrikör D. Friström, avlade studentexamen i Eslöv 1954 och utexaminerades från Chalmers tekniska högskola 1959. Han var anställd hos arkitekt Sture Frölén i Stockholm 1959–1961, blev biträdande stadsarkitekt i Kristianstads stad 1961, stadsarkitekt i Nybro stad 1963, i Trelleborgs stad/kommun 1966 och i Kristianstads kommun från 1973 till pensioneringen. Han bedrev även egen arkitektverksamhet. Han utförde general- och regionplaneutredningar från 1963 och skrev diverse artiklar i fackpressen. Under senare år var han verksam som lokalhistoriker. Han tilldelades Kristianstads kommuns kulturpris 2003.